# Lycodon zawi
Lycodon zawi là một loài rắn trong họ Rắn nước. Loài này được Pawar, Win, Thin, Gyi, Oo & Tun mô tả khoa học đầu tiên năm 2001.